# جيمس ر. كارجيل
جيمس ر. كارجيل (بالإنجليزية: James R. Cargill)‏ هو شخصية أعمال أمريكي، ولد في 9 أكتوبر 1923 في شيكاغو في الولايات المتحدة، وتوفي في 26 مارس 2006 في إدينا في الولايات المتحدة.